# Georges Gope-Fenepej
Georges Gope-Fenepej, né le 23 octobre 1988 à Lifou, est un footballeur international néo-calédonien, actuellement au Saint-Colomban Locminé.

## Biographie
Il est le frère cadet de John Gope-Fenepej (en), ancien défenseur de Créteil et Bolton Wanderers. Il a joué 4 matchs de L1 avec Troyes et Amiens. Passionné de musique, il a également sorti 4 albums avec son groupe Hnamus.

### AS Magenta (2011-2012)
Après plusieurs années passées dans le club local de l'AS Kirikitr, Georges Gope-Fenepej rejoint le club phare néo-calédonien de l'AS Magenta, où il joue sous la direction d'Alain Moizan. Il termine meilleur buteur du championnat de Nouvelle-Calédonie (12 réalisations en 10 matches) et participe à la Ligue des Champions de l'OFC, en jouant 3 matchs et marquant 2 buts.

### Troyes (2012-2014)
Début 2012, l'attaquant passe des essais en France, notamment au Paris FC et dans l'Aube. Il signe finalement en juin 2012 un contrat d'un an avec le club de Troyes, tout juste promu en Ligue 1. Il sera régulièrement aligné avec l'équipe réserve, avec laquelle il marquera 4 fois en 15 matchs. Sous la direction de Jean-Marc Furlan, il participe à un match en Ligue 1, le 2 février 2013, à Lille, en remplaçant Stéphane Darbion à la 90e minute. La saison suivante, le club est relégué en Ligue 2 et il alterne les apparitions avec l'équipe première (16 matchs) et la réserve où il s'illustre avec 12 buts marqués en 11 matchs. Il marque son premier but avec Troyes lors de son unique match avec le club en 2014-2015, contre le Gazélec Ajaccio le 29 août 2014 (victoire 4-0).

### Boulogne-sur-Mer (2014-2015)
Afin de lui offrir plus de temps de jeu, le club de l'Aube décide de le prêter à Boulogne, en National. Dirigé par Stéphane Le Mignan, le joueur va connaitre sa saison la plus prolifique, aussi bien en temps de jeu (27 matchs disputés) qu'en buts marqués (9). Toutefois, le club nordiste ne parvient pas à monter en Ligue 2 et finit neuvième.

### Amiens SC (2016-2018)
De retour à Troyes pour la saison 2015-2016, l'attaquant ne parvient pas à s'imposer dans l'équipe première, désormais remontée en Ligue 1. Devant son absence de temps de jeu, il opte pour un départ en novembre 2015 à Amiens et retrouve ainsi le championnat National. Avec 5 buts en 18 matchs, le néo-calédonien participe grandement à la bonne saison du club picard, qui termine troisième, synonyme d'accession en Ligue 2.
En 2016-2017, le joueur connait quelques pépins physiques. Il dispute 13 matchs sans parvenir à inscrire de but. Collectivement, le club termine deuxième et réalise ainsi une seconde montée consécutive, permettant à Gope-Fenepej de retrouver la Ligue 1, connue avec Troyes en 2013. Mais il ne jouera en tout que 3 bouts de matchs avec l'équipe première (à Troyes et contre Nantes où il remplace Harrison Manzala, et contre Saint-Etienne où il remplace Guessouma Fofana). Il sera plus présent en coupes, avec 4 matchs dont 3 titularisations. En revanche, il performe avec l'équipe réserve (10 buts en 13 matchs).

### Le Mans FC (2018-2021)
En contact avec plusieurs clubs de National, Gope-Fenepej s'engage finalement en juillet 2018 avec Le Mans FC, tout juste promu en National. Il retrouve alors d'anciens coéquipiers comme Stephen Vincent (croisé à Boulogne) ou Vincent Créhin (à Amiens). Très présent dans la première moitié de saison (il joue 14 de ses 15 matchs entre août et novembre) avant de connaitre des soucis physiques, il participe à la montée du club en Ligue 2 via les barrages. Sa saison 2019-2020 sera également perturbée par les blessures, qui ne lui permettront de prendre part qu'à quinze matchs. Il marque trois buts, notamment face à son ancien club de Troyes (11e journée) qui lui permet de faire partie de l’équipe-type France Football. Arrêté après 28 journées, le club termine avant-dernier du championnat et est relégué en National. De nouveau perturbée par de nombreuses blessures, il ne participe qu'à 18 matchs de la saison 2020/2021, ponctuée de 3 buts, mais il échoue avec le club à remonter en Ligue 2 (4ème). Son contrat arrivant à expiration, la direction du club sarthois prend la décision de ne pas renouveler l'attaquant, le 3 juin 2021.

### US Concarneau (2021)
Gope-Fenepej signe à Concarneau, en National, au début du mois d'août 2021. 

### Sélection nationale
George Gope-Fenepej participe aux Jeux du Pacifique en 2011, organisé en Nouvelle-Calédonie. Il remporte la médaille d'or après un succès contre Salomon en finale. Il termine troisième meilleur buteur de la compétition avec 7 buts (dont un en finale). L'année suivante, il fait partie de la sélection pour la Coupe d'Océanie 2012. Il inscrit un but en tour préliminaire (servant également d'éliminatoires à la Coupe du Monde 2014). En demi-finale, la Nouvelle-Calédonie remporte une victoire historique face à la Nouvelle-Zélande (2-0), avec un but de Gope-Fenepej dans le temps additionnel. La sélection s'incline finalement contre Tahiti en finale. Pour l'édition 2016, le joueur préfère rester avec son club d'Amiens, en lice pour une montée en Ligue 2.
L'attaquant n'est plus réapparu en équipe nationale depuis le 15 novembre 2016 (éliminatoires de la Coupe du Monde 2018) et un match face à la Nouvelle-Zélande (0-0).

## Palmarès
- Nouvelle-Calédonie
  - Médaillé d'or aux Jeux du Pacifique de 2011
  - Finaliste de la Coupe d'Océanie des nations 2012
- Amiens SC
  - Vice-champion de Ligue 2 : 2017